# Fortaleza de Asserim

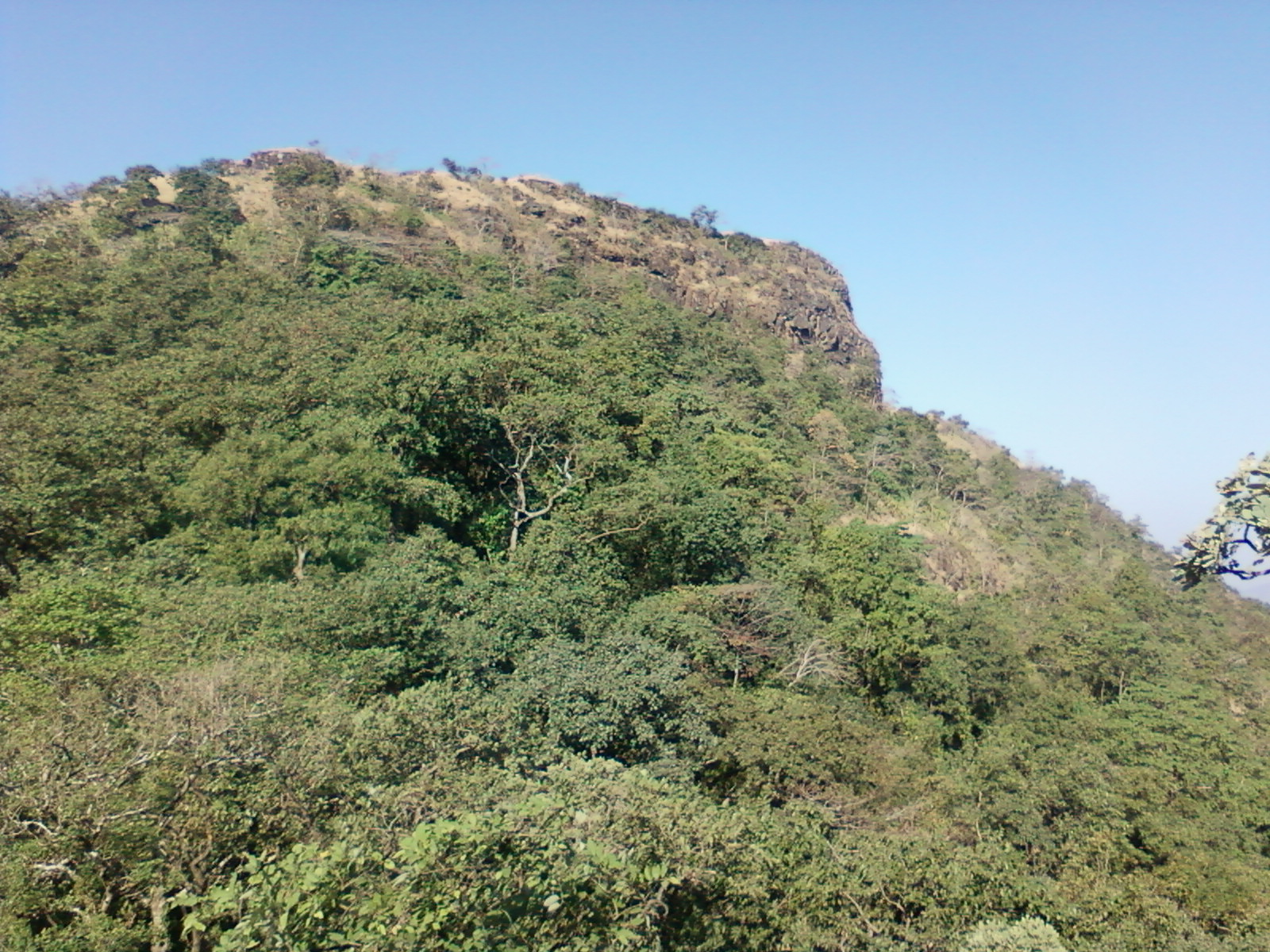
A Serra de Asserim.

A Fortaleza de Asserim é uma antiga fortificação na Índia que foi detida, entre outros, pelos portugueses, de 1556 a 1739.
A fortaleza de Asserim situa-se num planalto fortificado e era considerada inexpugnável a não ser pela fome ou suborno dos seus defensores. Por via de um tratado, em 1556 os portugueses obtiveram a cessão de Damão, controlado por Cide Bofetá. Com a ajuda de um mercador muçulmano, o capitão de Baçaim António Moniz Barreto capturou a fortaleza de Asserim mediante o suborno do seu comandante. A fortaleza de Manorá também foi conquistada na ocasião. Em 1559 foi conquistada Damão.
Asserim tornou-se numa pragana, ou distrito, de grande importância, abarcando 38 aldeias e seis paróquias. A guarnição, composta por soldados homiziados era disciplinada e paga regularmente, tendo o cargo do capitão da fortaleza elevado valor. Só um caminho precário dava acesso ao planalto. A sudoeste situava-se a tranqueira de Vanapor, em torno de uma torre de dois andares, onde vivia o capitão em tempo de paz. Era defendida por três canhões "berços". Do seu fértil território extraía-se madeira de teca e era dos poucos no Estado da Índia que não tinha que importar comida durante a monção.
O planalto permitia a criação de gado e comandava uma visão panorâmica da região em redor, alcançado o mar. Tinha várias cisternas e tanques, uma casa do capitão, uma igreja, armazéns e uma pequena torre octogonal. Em 1634, Asserim tinha uma guarnição de 120 soldados e 150 moradorares capazes de pegar em armas. Em 1720 a guarnição era de 150 soldados mas as estruturas defensivas encontravam-se em decadência. A fortaleza servia de freio às pretensões dos vizinhos dos portugueses na região, como os Choutiás a noroeste, os Coles a leste e o sultão de Ahmadnagar a sudoeste.
Asserim foi conquistada pelos maratas em 1737 durante a grande ofensiva de Chimaji Appa mas reconquistada pelos portugueses liderados por António Cardim de Fróis, o general do Norte. Em fevereiro de 1739, caiu definitivamente na posse dos maratas e foi ocupada pelos ingleses em 1817.